# آی‌ان‌اس گولدار (ال۲۱)
آی‌ان‌اس گولدار (ال۲۱) (به انگلیسی: INS Guldar (L21)) یک کشتی است که طول آن 83.9 m می‌باشد. این کشتی در سال ۱۹۸۵ ساخته شد.